# Warner Bentivegna
Warner Bentivegna (Crotone, 18 luglio 1931 – Roma, 6 dicembre 2008) è stato un attore italiano.

## Biografia
Diplomatosi all'Accademia nazionale d'arte drammatica di Roma, inizia la carriera con la compagnia di Renzo Ricci e Eva Magni: La casa della notte di Thierry Maulnier, Sei personaggi in cerca d'autore di Luigi Pirandello, Il primo uomo di Eugene O'Neill, Il regno di Sem Benelli. La stagione successiva è allo Stabile di Genova con Enrico Maria Salerno: Mariti di Achille Torelli, Ondine di Jean Giraudoux, Ivanov di Anton Čechov, Oreste di Vittorio Alfieri.
Debutta in televisione a fianco di Andreina Pagnani in Un mese in campagna di Ivan Turgenev. Seguiranno L'avaro di Molière, con Sergio Tofano, Come le foglie di Giuseppe Giacosa, con Sarah Ferrati, Umiliati e offesi di Fëdor Dostoevskij, con Enrico Maria Salerno e Anna Maria Guarnieri. Qui lo nota Giorgio Strehler che lo vuole al Piccolo Teatro di Milano per Platonov di Anton Čechov, con Sarah Ferrati, Tino Carraro, Valentina Cortese, Tino Buazzelli. Sempre con il Piccolo Teatro di Milano e la regia di Strehler partecipa a quell'Arlecchino servitore di due padroni, interpretato da Marcello Moretti, che lo porterà in una lunga tournée attraverso gli Stati Uniti d'America e l'allora Unione Sovietica.

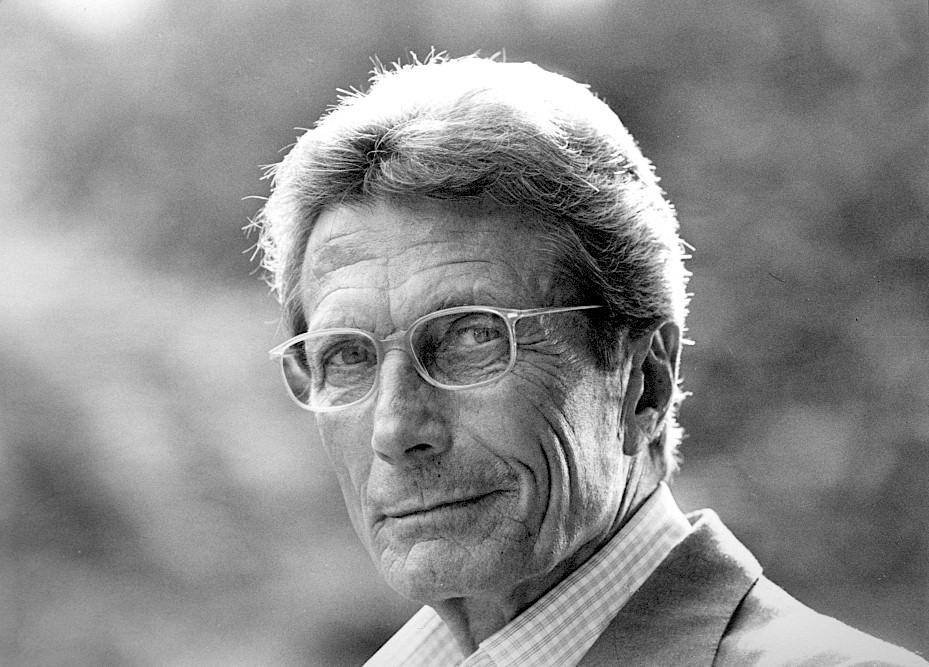
Warner Bentivegna

Di ritorno, il commediografo e sceneggiatore Federico Zardi gli offre di partecipare alla riduzione in sceneggiato televisivo affidato a Edmo Fenoglio de I Giacobini. Il suo ruolo sarà quello di Saint Just a fianco di Serge Reggiani. Così farà Anton Giulio Majano che lo impegna come protagonista di Una tragedia americana, con Virna Lisi, Lilla Brignone e Luigi Vannucchi. Subito dopo sarà nuovamente protagonista, questa volta de Il giocatore, sceneggiato diretto da Edmo Fenoglio, sul soggetto dell'omonimo romanzo di Fëdor Dostoevskij.
In questi anni diventa molto popolare, piace molto al pubblico femminile e i comici ne fanno la parodia in televisione. Ma torna sempre al teatro, sua autentica passione. Forma la compagnia con Alida Valli, per Il sole e la luna di Guglielmo Biraghi e poi con Lea Padovani, per apparire all'Olimpico di Vicenza, protagonista di Ruy Blas di Victor Hugo, spettacoli che saranno portati in lunghe tournée attraverso vari teatri italiani.
Da qui, come cita la voce a lui dedicata nell'Enciclopedia dello Spettacolo, tra teatro e televisione si cimenta in un'intensa attività in un repertorio che spazia da Eugene O'Neill a Molière a Tennessee Williams. Con la regia di Luca Ronconi partecipa a Spettri di Henrik Ibsen per il Festival dei Due Mondi di Spoleto. Per la regia di Giancarlo Cobelli partecipa ai Sei personaggi in cerca d'autore, con Turi Ferro e Carla Gravina, e sempre con Giancarlo Cobelli e Corrado Pani a L'impostore di Carlo Goldoni.
In seguito, lo richiama Luca Ronconi per Le due commedie in commedia di Giovan Battista Andreini e per La commedia della seduzione di Arthur Schnitzler. Ancora con Ronconi, per il Teatro greco di Siracusa e il Piccolo di Milano è nelle Baccanti di Euripide. Prosegue, chiamato dal Teatro Stabile di Torino, con La Peste di Albert Camus, per la regia di Claudio Longhi, con Franco Branciaroli e Massimo Popolizio. In particolare, per la sua interpretazione di padre Paneloux, riceve il prestigioso premio dell'Associazione Nazionale dei Critici di Teatro che lo definisce, alla fine di una complessa motivazione "... la figura, corretta, del grande attore come ce lo siamo sempre immaginato".
Nel 2007 ha partecipato per il Teatro stabile del Veneto Carlo Goldoni a Una delle ultime sere di carnevale di Carlo Goldoni, per il quale gli è stato conferito il "premio Randone per la scena" con la motivazione, tra l'altro: "per la sua straordinaria interpretazione del personaggio di Zamaria". Muore a Roma, dopo una breve malattia, il 6 dicembre 2008 a 77 anni.

## Filmografia

### Cinema
- Il padrone delle ferriere, regia di Anton Giulio Majano (1959)
- La guerra di Troia, regia di Giorgio Ferroni (1961)
- Il giorno più corto, regia di Sergio Corbucci (1963)
- Pepe nel latte, regia di Roberto Miali (2010)

### Televisione

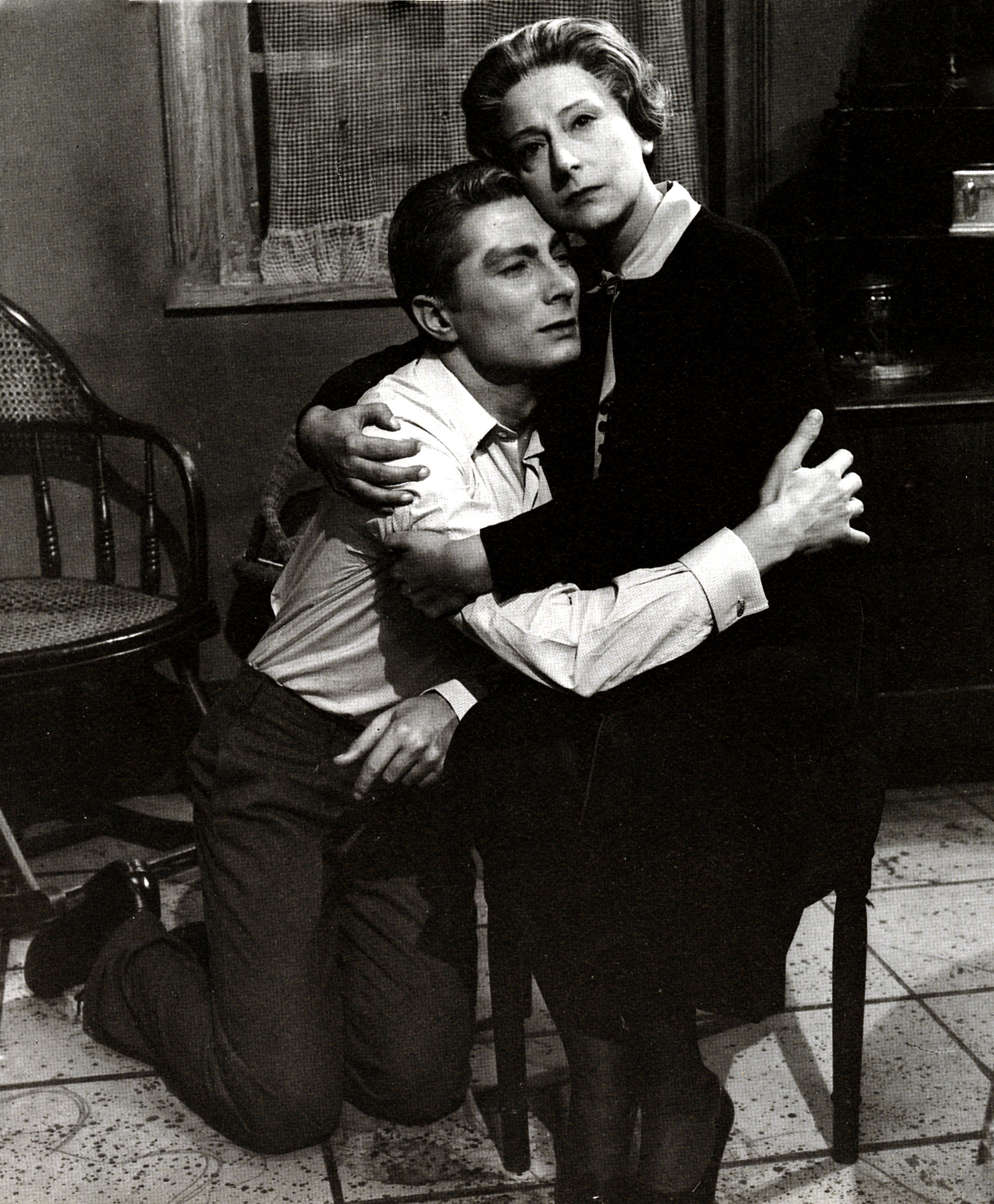
Lilla Brignone e Warner Bentivegna in Una tragedia americana, regia di Anton Giulio Majano (1962)

- Un mese in campagna di Turgenev, regia di Mario Landi, trasmessa il 25 ottobre 1957.
- L'avaro di Molière, regia di Vittorio Cottafavi, trasmessa il 25 novembre 1957.
- Capitan Fracassa, dal romanzo di Théophile Gautier, regia di Anton Giulio Majano, trasmessa gennaio febbraio 1958.
- Umiliati e offesi di Dostoevskij, regia di Vittorio Cottafavi – sceneggiato in 4 puntate, trasmesse dal 27 settembre al 18 ottobre 1958.
- I masnadieri di Friedrich Schiller, regia di Anton Giulio Majano, trasmesso il 2 ottobre 1959.
- Leocadia di Jean Anouilh, regia di Mario Ferrero, trasmessa il 7 ottobre 1959.
- Ottocento di Salvator Gotta, regia di Anton Giulio Majano – sceneggiato in 5 puntate, trasmesse dal 6 dicembre 1959 al 3 gennaio 1960.
- Si arrende a Bach, regia di Enrico Colosimo, trasmesso il 6 settembre 1961.
- Una tragedia americana di Theodore Dreiser, regia di Anton Giulio Majano – sceneggiato in 7 puntate, trasmesse dall'11 novembre al 23 dicembre 1962.
- I Giacobini di Federico Zardi, regia di Edmo Fenoglio – miniserie TV, 6 puntate, trasmesse dall'11 marzo al 15 aprile 1962.
- L'ultima bohème di Henri Murger, regia di Silverio Blasi – sceneggiato in 6 puntate, trasmesse dal 24 settembre al 29 ottobre 1964.
- I grandi camaleonti di Federico Zardi, regia di Edmo Fenoglio – miniserie TV, 8 puntate, trasmesse dall'11 ottobre al 29 novembre 1964.
- Il giocatore di Dostoevskij, regia di Edmo Fenoglio, sceneggiato in 2 puntate, trasmesso il 21 e 28 febbraio 1965.
- Antony di Alexandre Dumas (padre), regia di Giacomo Colli, trasmesso l'11 giugno 1968.
- Rebecca, regia di Eros Macchi, trasmesso il 26 agosto 1969.
- Giallo di sera – serie TV, episodio Locanda sul lago (1971)
- I demoni di Dostoevskij, regia di Sandro Bolchi, sceneggiato in 5 puntate trasmesso dal 20 febbraio al 19 marzo 1972.
- Roma di Aldo Palazzeschi, regia di Enrico Colosimo, trasmesso il 12 luglio 1974.
- Sotto il placido Don, regia di Vittorio Cottafavi, – sceneggiato in 6 puntate, trasmesso dal 18 settembre al 16 ottobre 1974.
- Il commissario De Vincenzi – serie TV, episodio Il candelabro a sette fiamme (1974)
- Marco Visconti, regia di Anton Giulio Majano – miniserie TV, 6 episodi (1975)
- La guerra al tavolo della pace di Italo Alighiero Chiusano, regia di Paolo Gazzara e Massimo Sani – miniserie TV (1975)
- Sandogat di Mario Amendola e Bruno Corbucci (1976)
- Due ragazzi incorreggibili – programma TV (1976-1977)
- La mossa del cavallo, regia di Giacomo Colli – miniserie TV (1977)
- La dama dei veleni, regia di Silverio Blasi – miniserie TV (1979)
- I sciöri di Carlo Bertolazzi, regia di Mario Morini, trasmessa il 14 marzo 1980.
- La tela del ragno di Agatha Christie, regia di Mario Ferrero, trasmessa il 20 maggio 1980.
- Il fascino dell'insolito di William Tenn, regia di Enrico Colosimo, episodio La scoperta di Morniel Mataway (1982)
- Incantesimo – soap opera

Inoltre nel 1961 ha partecipato con Ilaria Occhini e Federica Ranchi alla rubrica pubblicitaria televisiva Carosello pubblicizzando il "Bagno schiuma Pino Silvestre" della Vidal.

## Teatro
- Il sole e la luna di Guglielmo Biraghi, regia di Giancarlo Zagni. Prima al Teatro delle Arti di Roma, 20 novembre 1965.
- Ruy Blas di Victor Hugo, regia di Mario Ferrero, Teatro Olimpico di Vicenza, 23 settembre 1966.
- La commedia della seduzione di Arthur Schnitzler, regia di Luca Ronconi.[4] Prima al Teatro Metastasio di Prato (stagione 1984-1985)

## Prosa radiofonica Rai
- Il misantropo di Molière, regia di Giorgio Strehler, trasmessa il 12 gennaio 1951.
- Ieronimo, radiodivertimento di Ermanno Carsana, regia di Pietro Masserano Taricco, trasmesso il 9 agosto 1953.
- Faust di Wolfgang Goethe, regia di Corrado Pavolini, trasmessa il 14 ottobre 1953.
- Ballata italiana di Edoardo Anton, regia di Alberto Casella, musiche di Raffaele Gervasio, trasmessa il 10 maggio 1954.
- Il ritorno di Ulisse di Stanisław Wyspiański, regia Pietro Masserano Taricco, trasmessa il 7 ottobre 1955.
- Tre quarti di luna, commedia di Luigi Squarzina, regia di Pietro Masserano Taricco, trasmessa il 20 novembre 1956.
- Rumor di lacrima, radiocommedia di Glauco Ponzana, regia di Anton Giulio Majano, trasmessa il 27 novembre 1956.
- Male di vivere di Siro Angeli, regia di Marco Visconti, trasmessa il 4 aprile 1957.
- Aria di provincia di Louis Picard, regia di Umberto Benedetto, compagnia di prosa di Firenze della Rai, trasmessa il 22 aprile 1957.
- Don Giovanni al rogo di Alfredo Balducci, regia di Dante Raiteri, trasmessa il 7 gennaio 1976.

Varieta' Radiofonici Rai
Voi ed Io, programma d'intrattenimento radiofonico del mattino tutti i giorni dal lunedì al sabato dalle    9,15 alle 11,30 sul Programma Nazionale Radiorai per un intero mese nel luglio 1971 ed agosto 1973.

## Riconoscimenti
- Il "Melpomene" della città di Bra per Il giocatore di Dostoevskij (1964)
- Premio del Festival Internazionale del Teatro di Sofia per I Sciori di Carlo Bertolazzi (1980)
- "Maschera d'oro" dell'Istituto del Dramma Italiano per L'altro di Nicolaj-Samonà (1990)
- Premio dell'Associazione Nazionale dei Critici di Teatro per La peste di Camus (2004)
- Premio "Randone per la Scena" per Una delle ultime sere di carnevale di Goldoni (2007)